# Butch Buchholz
Butch Buchholz (n, 16 de septiembre de 1940) es un exjugador estadounidense de tenis. 

## Carrera
Su mejor posición en el ranking de individuales fue el n.º 5 en el año 1960. En 1960 llegó a la semifinal de Abierto de Estados Unidos. También llegó a cuartos de final de Wimbledon en 1960 y 1968, y del Abierto de Australia en 1969. En el 2005 entró en el Salón Internacional de la Fama del tenis